# Лайонс, Юджин
Евгений Лайонс или Юджин Лайонс  (англ. Eugene Lyons; 1 июля 1898, Узляны, Минская губерния — 7 января 1985[…], Нью-Йорк, Нью-Йорк) — американский писатель, журналист. Двоюродный брат Д. Сарнова.

## Биография
Евгений Натанович Привин родился в еврейской семье в местечке Узляны Игуменского уезда Минской губернии бывшей Российской империи (ныне деревня в Пуховичском районе Минской области Белоруссии). Его родителями были Натан и Минни Привины. В 1907 году он вместе с родителями эмигрировал в США. Окончил Городской колледж Нью-Йорка и Колумбийский университет (1919). С 1919 года гражданин США.
Работал журналистом, в 1920 году работал в Неаполе (Италия), где, заинтересовавшись делом в отношении итало-американских анархистов Сакко и Ванцетти, собрал материал, посетив родное село Сакко. В Италии Лайонс посетил посольство СССР и предложил свои услуги в качестве связника, но был арестован итальянской полицией и выслан во Францию.
Вернувшись в США, провёл 1921—1922 годы в Бостоне, работая в защиту Сакко и Ванцетти, часто посещал их в тюрьме.
В конце 1922 года стал редактором иллюстрированного издания «Soviet Russia Pictorial», издаваемого обществом «Друзья Советской России», связанным с тогда нелегальной Компартией США.
После закрытия журнала стал корреспондентом бюро ТАСС (1924—1927).

### В Советской России
С 8 февраля 1928 года по 30 января 1934 года работал корреспондентом «United Press International» в Москве.
Неоднократно встречался с М. Булгаковым, перевёл на английский язык его пьесу «Дни Турбиных».
Лайонс был первоначально благосклонен к советской власти и находил её репрессивные действия вызывающими доверие. В 1928 году он освещал в американской прессе процесс по Шахтинскому делу, и хотя отмечал, что обвиняемые не виновны в инкриминируемых деяниях, но считал, что они, должно быть, в чём-то да виноваты.
Его дочь Евгения училась в одной школе с дочерью Сталина Светланой Аллилуевой. В 1929 году в Москве издали его книгу «Жизнь и смерть Сакко и Ванцетти», которую он подарил Сталину с дарственной надписью. В ответ стал первым из иностранных корреспондентов, которому позволили взять интервью у главы СССР. Интервью имело место в 1930 году, позже Лайонс рассказывал о встрече с Сталиным:

Никто не может жить в тени Сталинской легенды, и не попасть под её чары. Мой пульс, я уверен, был высокий. Но как только я перешагнул через порог, неуверенность и волнения прошли. Сталин встретил меня у дверей и пожал руку, улыбаясь. В его улыбке было некоторое смущение, и его рукопожатие не было формальным. Он был удивительно не похож на хмурого, самодовольного диктатора, как его обычно изображают. Каждый его жест был упрёк тысяче мелких бюрократов, которые, в эти российские годы, поражали меня своим жалким величием.
Оригинальный текст (англ.)One cannot live in the shadow of Stalin's legend without coming under its spell. My pulse, I am sure, was high. No sooner, however, had I stepped across the threshold than diffidence and nervousness fell away. Stalin met me at the door and shook hands, smiling. There was a certain shyness in his smile and the handshake was not perfunctory. He was remarkably unlike the scowling, self-important dictator of popular imagination. His every gesture was a rebuke to the thousand little bureaucrats who had inflicted their puny greatness upon me in these Russian years.

Интервью широко тиражировалось по всей Америке, и было отмечено в редакционной статье в «Нью-Йорк Дейли Ньюс», как «наиболее отличившимся событие отчетного года, если не последних четырех или пяти лет».
В продолжение опубликованного интервью, во время краткого визита в США в марте 1931 года, Лайонс провёл лекционный тур в 20 городах на северо-востоке США. К тому моменту Лайонс уже начал питать сомнения по поводу репрессий в СССР, но, как он позже вспоминал, выступая с лекцией перед обедом в клубе предпринимателей, «глядя на их самодовольные рожи, я мог забыть мои сомнения».
Как он позже отмечал, что если бы остался в США, то мог бы продолжать поддерживать СССР. Впрочем, вернувшись, он застал начало террора против крестьян, лиц, подозреваемых в тайном хранении золота или валюты, а также против тех, кто обвинялся в экономических преступлениях — например, саботаже.

### В США
В 1934 году вернулся в США и занял резко антисоветскую позицию, написал книги «Московская карусель» (Moscow Carrousel, 1935), «Командировка в утопию» (Assignment in Utopia, 1937) и «Сталин: Царь всея Руси» (Stalin: Csar of All the Russians, 1940).
Книги Лайонса непосредственно повлияли на Джорджа Оруэлла, который в своём основном романе «1984» позаимствовал выражение «Дважды два — пять» из названия одной из глав книги Лайонса «Командировка в утопию», где Лайонс упомянул это как общий лозунг во время завершения пятилетнего плана в четыре года. Оруэлл же приспособил его в качестве метафоры для официальной тоталитарной лжи.
Далее работал в изданиях «The American Mercury» (1939—1944), «Ридерз дайджест» (с 1945), был редактором последнего, участвовал в работе Радио «Свобода».
В 1951-1952 годах был председателем Американского комитета освобождения от большевизма. Известно, что именно Лайонс представил писателя С. Максимова тогдашнему директору комитета вице-адмиралу Лесли Стивенсу, начиная с этого знакомства Максимов много писал для комитета.

## Произведения
- «The Life and Death of Sacco and Vanzetti» (1927) — издана в России как «Жизнь и смерть Сакко и Ванцетти» (М.: ЗиФ, 1929, перевод Г. А. Зуккау), также выходила под названием «Жизнь на электрическом стуле»
- «Modern Moscow» (1935)
- «Московская карусель» — «Moscow Carrousel» (1935)
- «Командировка в утопию» — «Assignment in Utopia» (1937)
- «Сталин: Царь всея Руси» — «Stalin, Czar of All the Russians» (1940)
- «The Red Decade: The Stalinist Penetration of America» (1941)
- «Our Unknown Ex-President: A Portrait of Herbert Hoover» (1948)
- «Наши секретные союзники: Народы России» — «Our Secret Allies: The Peoples of Russia» (1953)
- «Herbert Hoover: A Biography» (1964)
- «David Sarnoff: A Biography» (1966)
- «Workers’ Paradise Lost: Fifty Years of Soviet Communism: A Balance Sheet» (1967)
- «The Red Decade: The Classic Works on Communism in America during the Thirties» (1970).